# Quai de la Gare (Métro Paris)

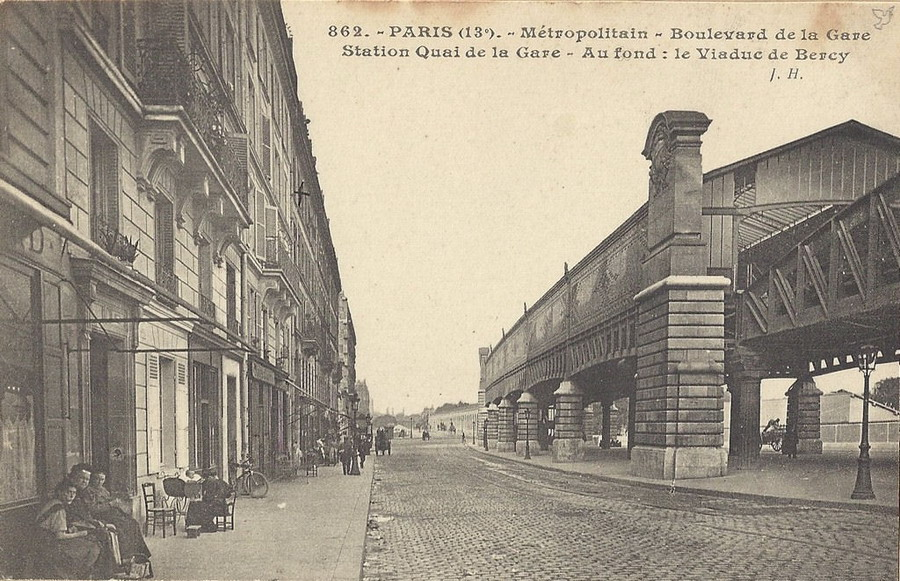
Der Hochbahnhof Anfang des 20. Jahrhunderts, im Hintergrund der Pont de Bercy

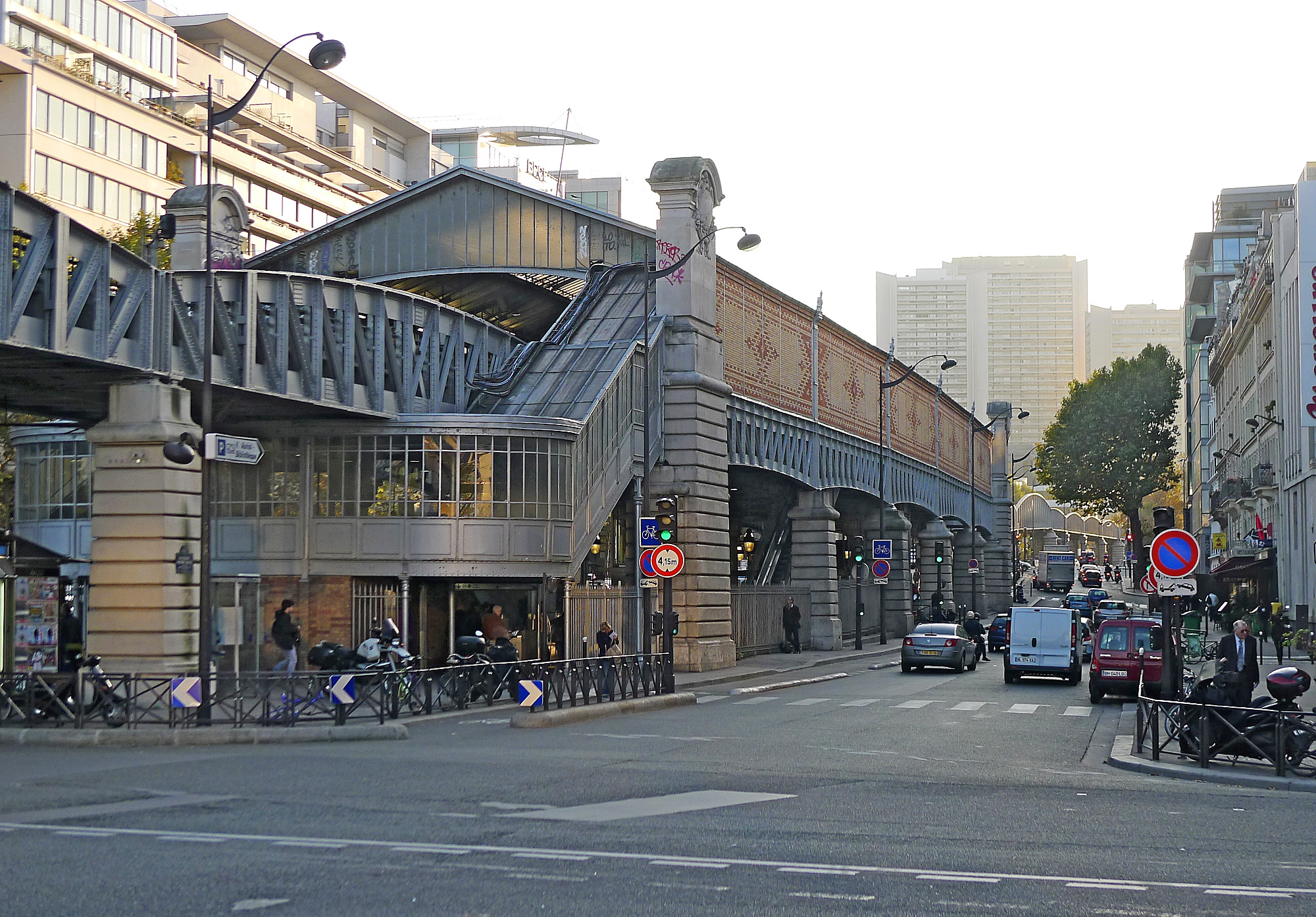
Blick von Nordosten auf die Station und ihre ungewöhnliche Treppenanlage

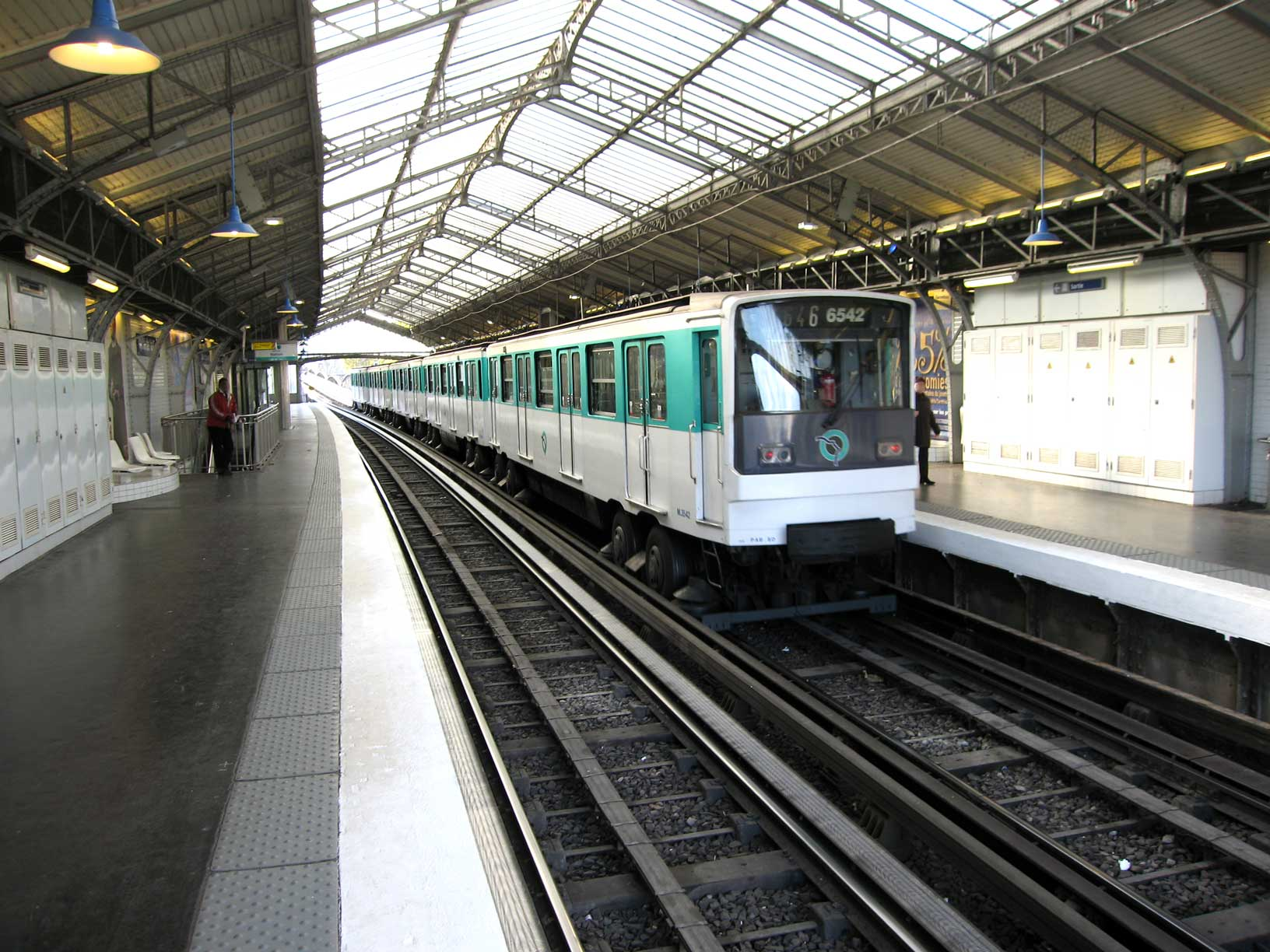
Ein gummibereifter Zug der Baureihe MP 73 bei der Ausfahrt in Richtung Nation

Der U-Bahnhof Quai de la Gare [kɛ d(ə) la ɡaʁ] ist ein Hochbahnhof der Pariser Métro. Er wird von der Métrolinie 6 bedient.

## Lage
Die Station befindet sich im 13. Arrondissement von Paris. Sie liegt über dem Mittelstreifen des Boulevard Vincent-Auriol, der die Grenze zwischen dem Quartier de la Gare und dem Quartier de la Salpêtrière bildet, nahe dem südlichen Ufer der Seine.

## Name
Namengebend ist die dort abgehende Uferstraße Quai de la Gare. Deren Name bezieht sich nicht auf den nahen Fernbahnhof Gare d’Austerlitz, sondern auf einen Liegeplatz (fr: gare d’eau) für Schiffe an der Seine. Um 1760 wurde dort zu diesem Zweck ein Becken angelegt.

## Geschichte
Am 1. März 1909 wurde die Station in Betrieb genommen, als die Strecke von Place d’Italie bis Nation eröffnet wurde. Die Eröffnung des 1906 fertiggestellten Bauwerks hatte sich um drei Jahre verzögert, da die Betreibergesellschaft CMP ein Defizit beim Betrieb dieses damals peripher gelegenen Streckenabschnitts vermeiden wollte.
Verantwortlicher Ingenieur für den Bau der Hochbahnstrecke war Louis Biette, die Station entwarf Jean Camille Formigé. Im Juli 1974 wurde die Linie für den Verkehr mit luftbereiften Zügen umgerüstet.

## Beschreibung
Der Aufbau der Station entspricht dem der meisten anderen Bahnhöfe in Hochlage der Linie 6. Sie ist 75 m lang und hat 4,10 m breite Seitenbahnsteige an zwei parallelen Streckengleisen. Zwei Längsträger, die jeweils auf einer Reihe von eisernen Säulen aufliegen, tragen das Gleisbett und die Innenkanten der Bahnsteige. Deren Außenkanten und die Seitenwände ruhen auf zwei weiteren Längsträgern, die von gemauerten Pfeilern gestützt werden. An den vier Ecken der Station ragt je ein Pfeiler aus Gestaltungsgründen über das Dach hinaus. Die Station ist in voller Länge mit einem – in Firstnähe gläsernen – Satteldach versehen, das auch die Gleise überspannt. Die gemauerten Seitenwände zeigen nach außen hin geometrische Ornamente.
Der einzige Ausgang befindet sich zum nahen Seineufer hin. Anders als bei den meisten Hochbahnstationen der Linie 6 ist der untere Abschnitt der sich auf halber Höhe teilenden Treppe aus Platzgründen um 180° verschwenkt und führt unter den U-Bahnhof. Zusätzlich führen zwei Rolltreppen auf die Bahnsteige.
Unmittelbar nordöstlich anschließend überquert die Hochbahnstrecke die Straße Quai de la Gare und dann den Fluss über dem Pont de Bercy. Auf der Südwestseite führt die Strecke über die Rue Fernand Braudel und kreuzt danach das Gleisvorfeld des Bahnhofs Gare d’Austerlitz.

## Fahrzeuge
Zunächst verkehrten auf der Strecke Züge der Bauart Sprague-Thomson. Im Juli 1974 wurde sie auf gummibereifte Fahrzeuge umgestellt, seitdem fahren dort aus drei Trieb- und zwei Beiwagen zusammengesetzte Züge der Baureihe MP 73. Seit Januar 2023 wird auch die Baureihe MP 89 CC auf der Linie 6 eingesetzt.

## Umgebung
- Bibliothèque nationale de France (Site François-Mitterrand)